# Líčidlovité
Líčidlovité (Phytolaccaceae) je čeleď vyšších dvouděložných rostlin z řádu hvozdíkotvaré (Caryophyllales). Jsou to byliny i dřeviny, často s nápadnými bobulovitými plody, pocházející především z tropické Ameriky. V Česku se v zahradách pěstuje líčidlo, jehož bobule jsou používány např. k barvení potravin.
Čeleď prošla s rozvojem molekulární taxonomie četnými změnami a několik rodů bylo postupně přeřazeno do samostatných čeledí. V systému APG IV, vydaném v roce 2016, bylo celkem 9 rodů přeřazeno do nové čeledi Petiveriaceae, čímž se čeleď líčidlovité výrazně zmenšila.

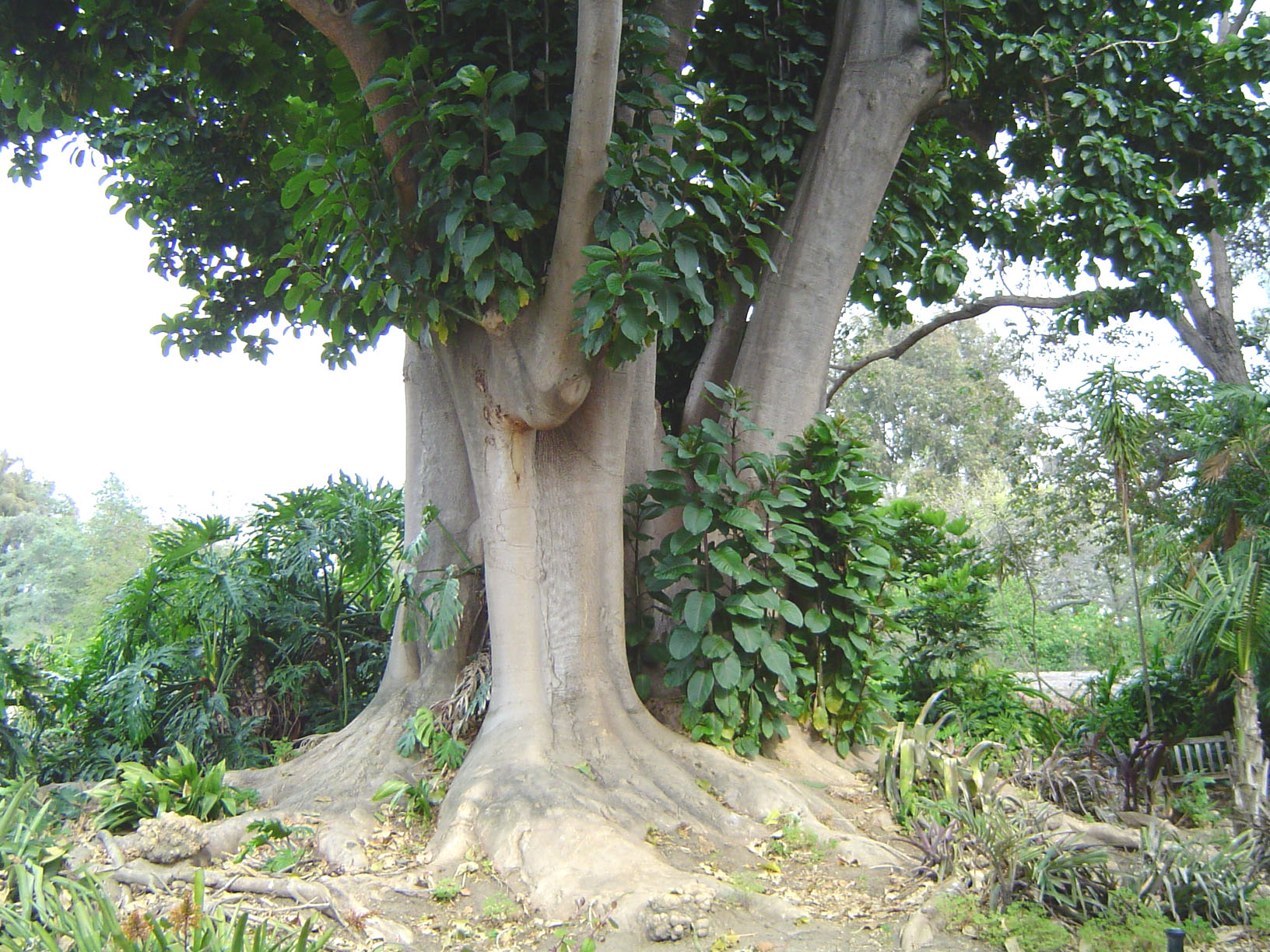
Stromovitý druh líčidla Phytolacca dioica

## Popis
Zástupci líčidlovitých jsou lysé, přímé nebo ovíjivé byliny a polokeře, řidčeji i keře nebo stromy. Listy jsou jednoduché, střídavé, řapíkaté nebo přisedlé, celokrajné, se zpeřenou žilnatinou, bez zřetelných palistů. Rostliny často obsahují rafidy šťavelanu vápenatého. Květy v úžlabních nebo vrcholových hroznech, klasech nebo latách. Květy jsou drobné, pravidelné, oboupohlavné nebo řidčeji jednopohlavné, pětičetné nebo řidčeji čtyřčetné (Agdestis). Okvětí je nerozlišené na kalich a korunu,
Tyčinek je 5 až mnoho, v 1 nebo 2 kruzích. Gyneceum je svrchní nebo výjimečně polospodní (Agdestis) tvořené 3 až 16 volnými nebo částečně či zcela srostlými plodolisty. Čnělky jsou krátké a většinou volné, řidčeji srostlé v jedinou čnělku zakončenou bliznovými rameny. V každém plodolistu je jediné vajíčko. Plodem je dužnatá bobule nebo nažka.

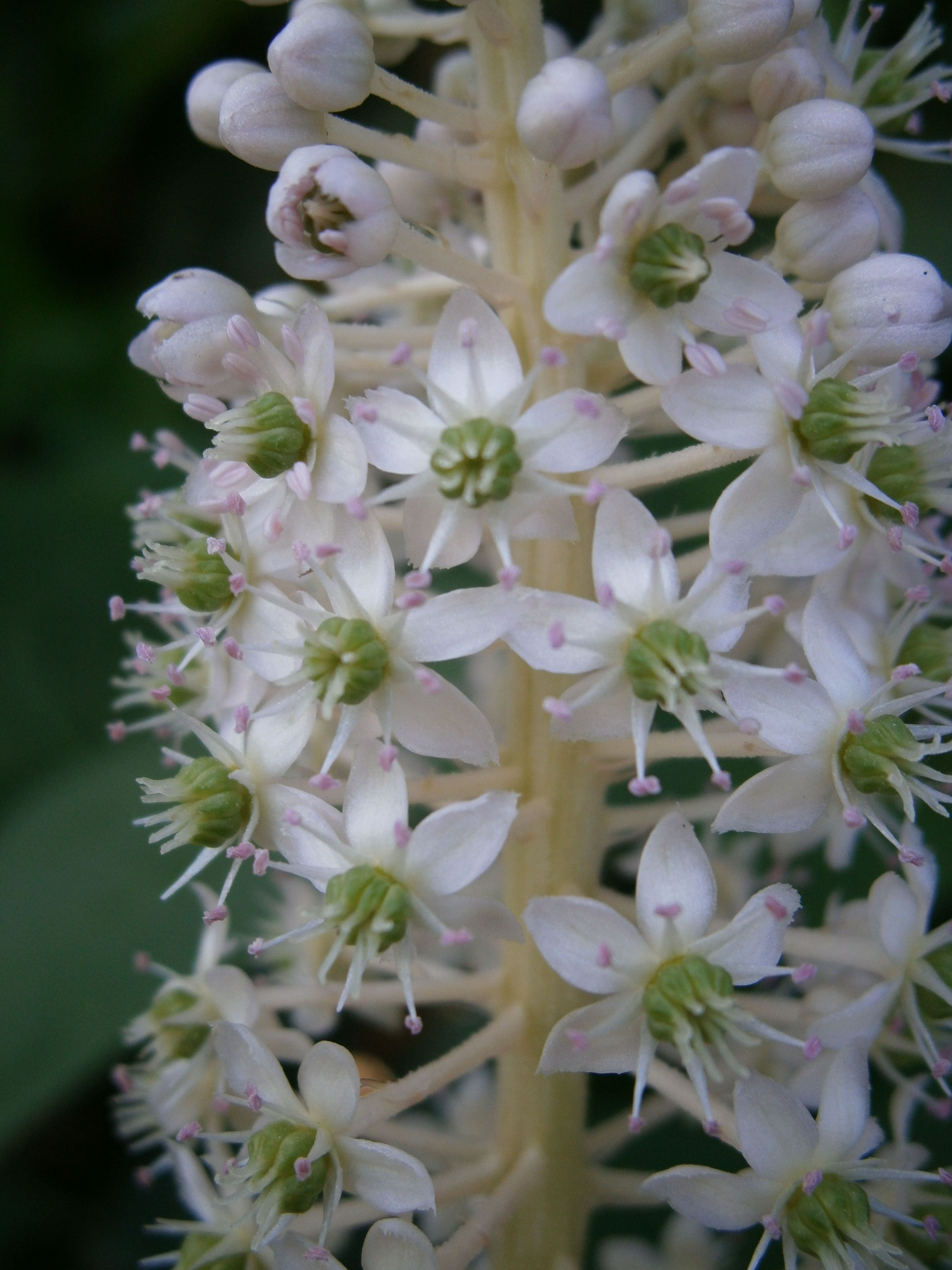
Detail květů líčidla Phytolacca acinosa
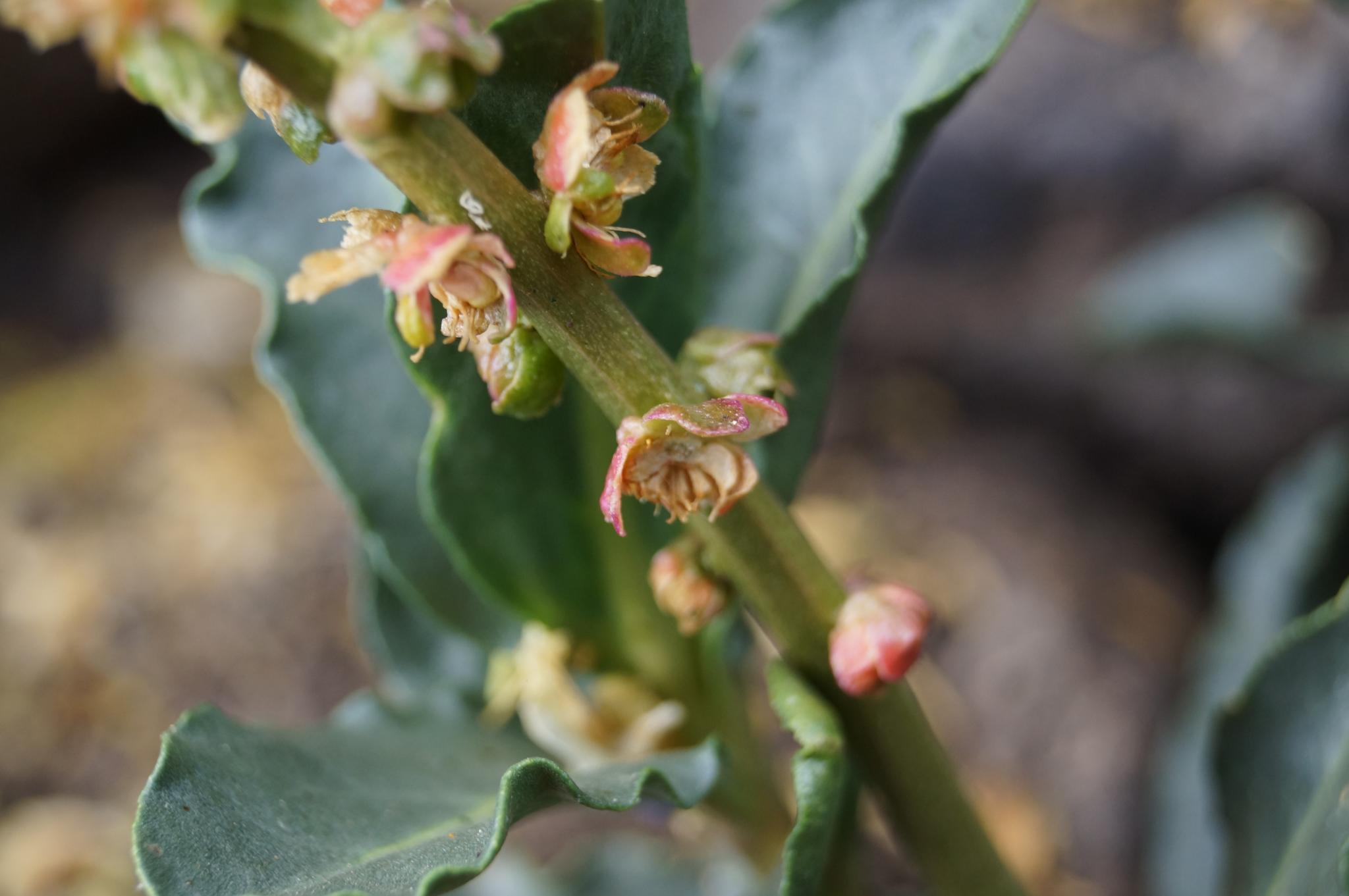
Květy Anisomeria coriacea
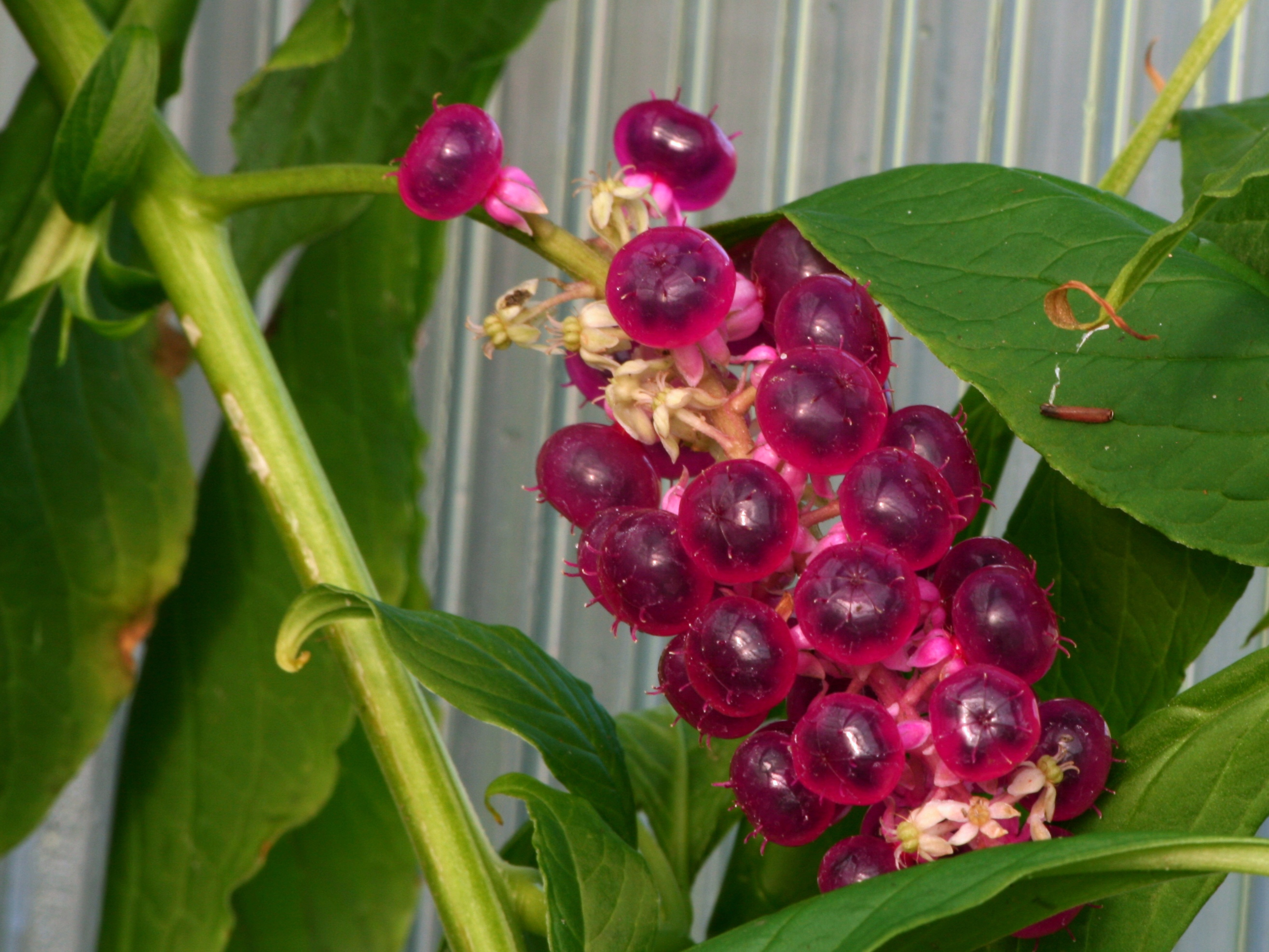
Plodenství líčidla Phytolacca rugosa

## Rozšíření
Čeleď líčidlovité zahrnuje v současném taxonomickém pojetí (APG IV) asi 28 druhů v 5 rodech. Největší rod je líčidlo (Phytolacca, asi 21 druhů). Většina druhů roste v Americe, pouze několik druhů rodu líčidlo se vyskytuje v jižní, východní a jihozápadní Asii, subsaharské Africe či na Madagaskaru. Jeden druh je endemit Havaje. Areál v Americe sahá od Kanady až po Chile a Argentinu. V Evropě se žádný druh přirozeně nevyskytuje, v některých oblastech zplaňuje líčidlo americké (Phytolacca americana).

## Taxonomie
Čeleď líčidlovité byla v klasické taxonomii stejně jako dnes řazena do řádu hvozdíkotvaré (Caryophyllales). S nástupem molekulárních analýz a fylogenetické taxonomie došlo postupně k četným změnám v pojetí čeledi. V APG II byl vyčleněn rod Gisekia do samostatné čeledi Gisekiaceae a monotypický rod Barbeuia do Barbeuiaceae, v APG III rod Lophiocarpus do Lophiocarpaceae. V systému APG IV, publikovaném v roce 2016, byla vyjmuta celá podčeleď Rivinoideae (celkem 24 druhů v 9 rodech) a přeřazena do samostatné čeledi Petiveriaceae, čímž se čeleď Phytolaccaceae výrazně zmenšila. Také rod Microtea byl přeřazen do samostatné čeledi Microteaceae. Čeleď je členěna do 2 podčeledí, Phytolacoideae (32 druhů v 5 rodech) a Agdestidoideae (pouze druh Agdestis clematidea), přičemž podčeleď Agdestidoideae je někdy pojímána jako samostatná čeleď, Agdestidaceae.

## Ekologické interakce
O mechanismech opylování je známo málo. Květy líčidla mají nektária a jsou opylovány hmyzem. Rod Agdestis má zapáchající květy, které jsou navštěvovány mouchami. Dužnaté plody jsou často nápadně zbarvené a jsou roznášeny ptáky.

## Zástupci
- líčidlo (Phytolacca)[13]

## Význam
Plody různých druhů líčidla, zvláště líčidla amerického jsou používány v potravinářství např. k barvení cukrovinek a vína. Mají však velký obsah saponinů, jsou pro člověka mírně jedovaté a příležitostně byly používány k praní prádla a k hubení měkkýšů. Mladé listy líčidla bývají místně používány jako salát.
Líčidlo americké (Phytolacca americana) a líčidlo jedlé (P. esculenta) jsou pěstovány v zahradách jako okrasné rostliny s nápadným plodenstvím.

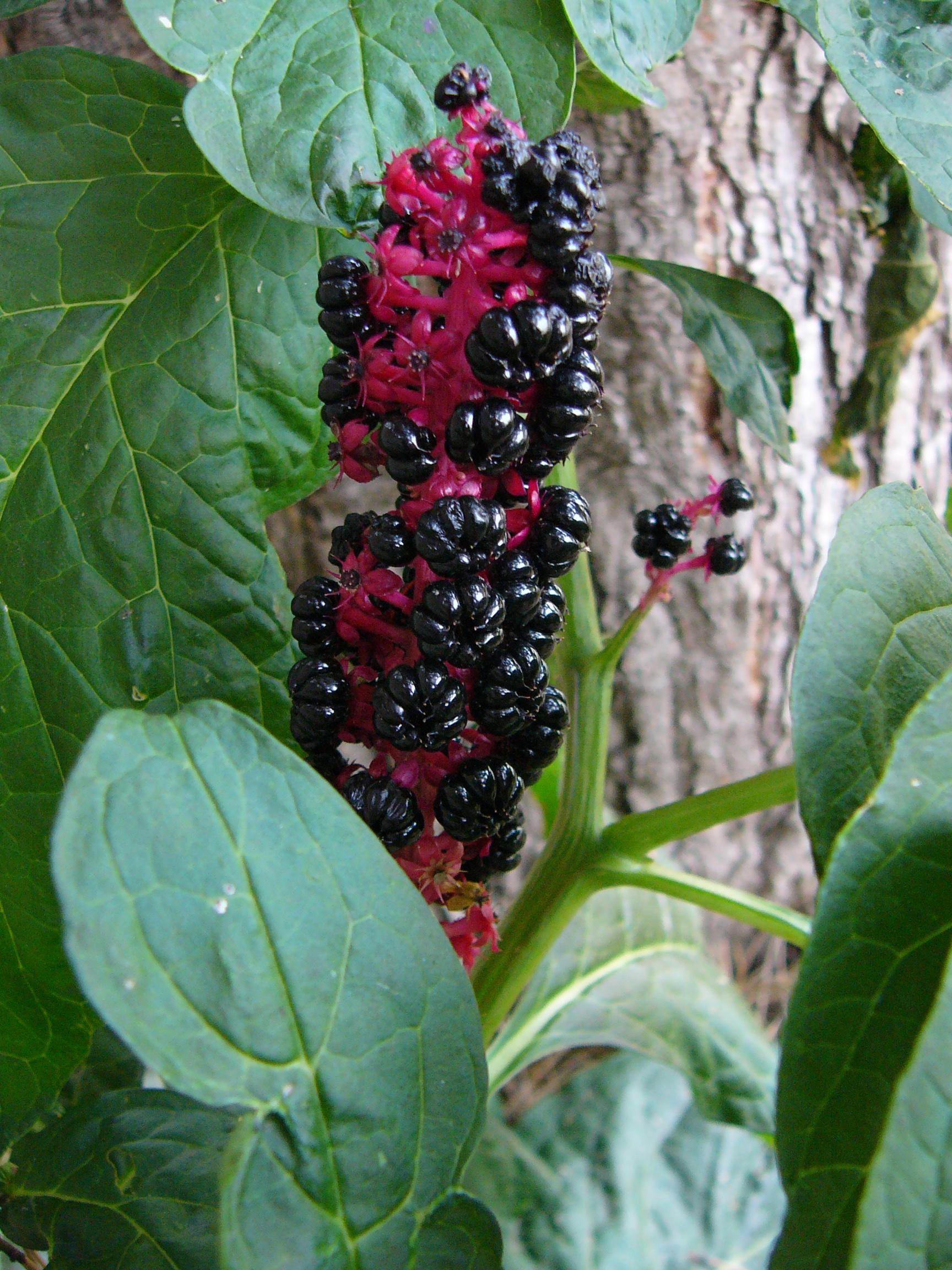
Plodenství líčidla jedlého (Phytolacca esculenta)
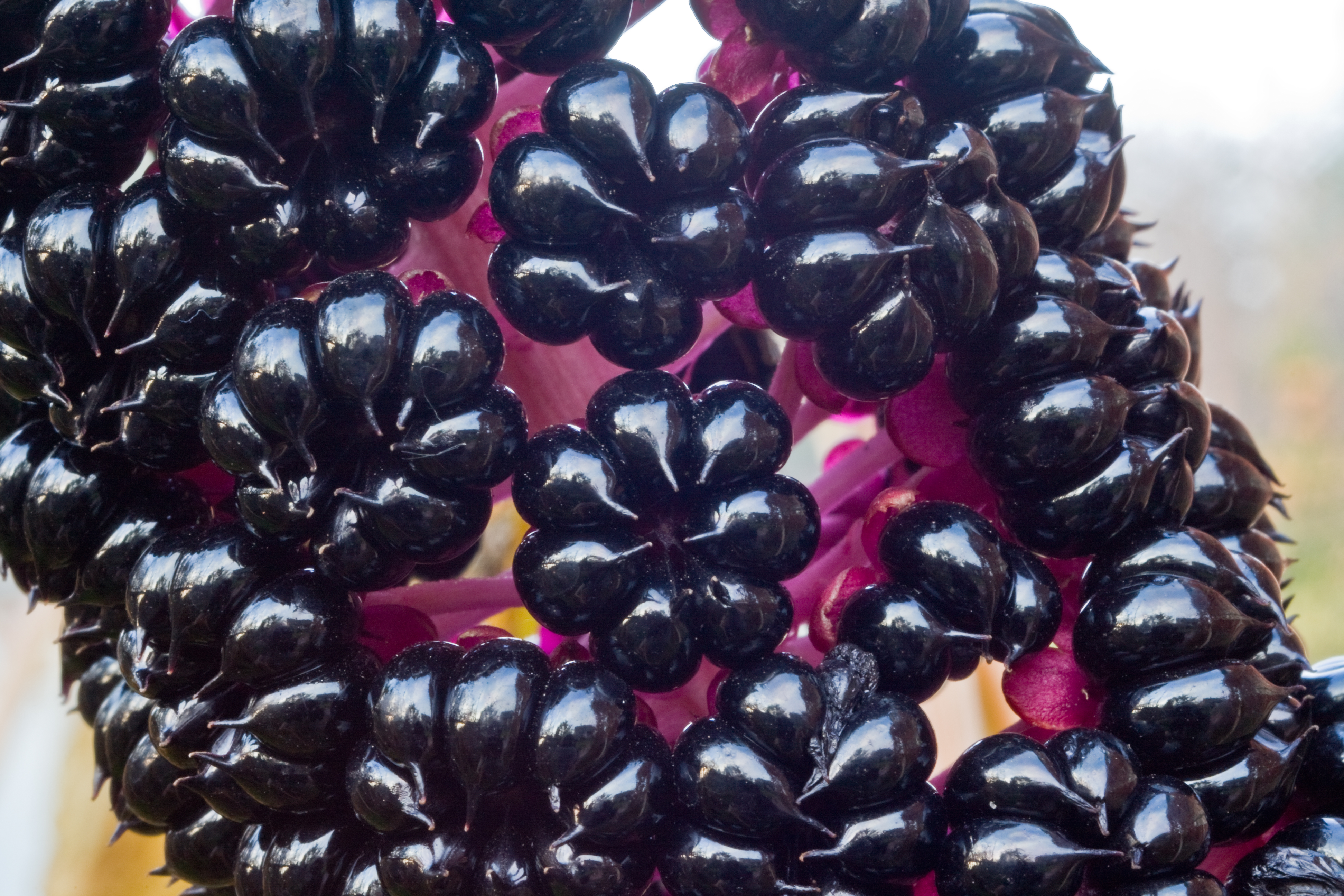
Detail plodů líčidla Phytolacca acinosa

## Přehled rodů
Agdestis,
Anisomeria,
Ercilla,
Nowickea,
Phytolacca